# Vittjärnen (Nederluleå socken, Norrbotten)
Vittjärnen är en sjö i Luleå kommun i Norrbotten och ingår i Alåns huvudavrinningsområde.